# Le bugie, le sfacciate bugie, e le statistiche
«Le bugie, le sfacciate bugie, e le statistiche» (in inglese: «Lies, damned lies, and statistics») è una frase che descrive il potere persuasivo dei numeri, in particolare l'uso delle statistiche a sostegno di argomenti deboli.
Il modo di dire deriva dalla frase «Ci sono tre tipi di bugie: le bugie, le sfacciate bugie, e le statistiche», resa popolare negli Stati Uniti da Mark Twain, che l'ha erroneamente attribuita al primo ministro britannico Benjamin Disraeli, il quale tuttavia non risulta averla mai usata nelle sue opere scritte e nei suoi discorsi pubblici. La locuzione è stata successivamente attribuita all'autore di uno scritto anonimo di metà 1891, ripresa poi alla fine dello stesso anno dal politico Sir Charles Dilke.